# 人民委員會 (越南)
人民委員會（越南语：／）是越南社會主義共和國行政系統的國家行政機關。它是省、縣和社各級的執法機構。人民委員會的職稱由本級人民議會選舉產生，與人民議會每屆任期相同。人民委員會主席為人民委員會主席，通常為越共同級黨委副書記。越南社會主義共和國憲法和地方政府組織法規定了人民委員會的職權。各級人民委員會設有協助機構，例如：部（省級）、處（區級）、局（鄉級）。

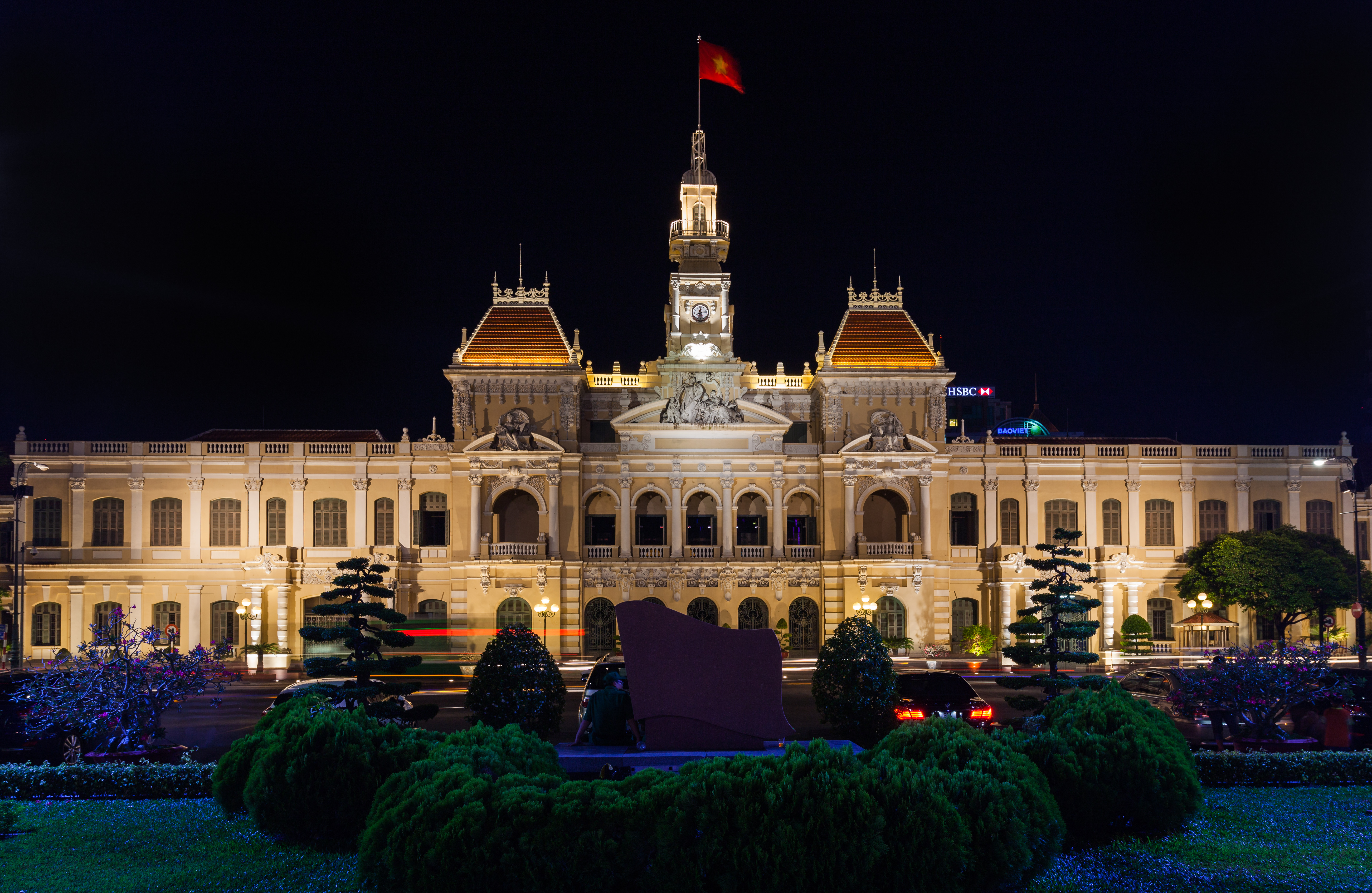
胡志明市人民委員會總部

## 權力

### 功能
人民委員會作為地方的國家行政機關，是履行國家行政管理職能的機關，執行本級人民議會的決議和上級行政機關的文件。
人民委員會只有一個職能，就是國家管理，因為國家管理是主要職責，涵蓋了人民委員會的所有活動。在保證法律一致性的基礎上，人民委員會有權制定適合當地實際的機制和政策，為鼓勵各經濟部門的發展和吸引外資創造有利條件。

### 使命
省人民委員會的任務：規定本級人民委員會下屬專門機構的組織結構和具體任務和權限；根據國家主管部門的規劃和指導，決定非商業單位和公共服務的設立；允許國有企業的設立、解散和股權化；授予和撤銷設立企業或公司的許可證；制定全省街道、街道、廣場、公用工程等命名和改名方案。
區人民委員會的任務：根據上級人民委員會的指導，規定本級人民委員會下屬專門機構的組織結構和具體任務和權限；明確人民委員會的權力管理機構。

## 各級人民委員會

### 省、直轄市級人民委員會

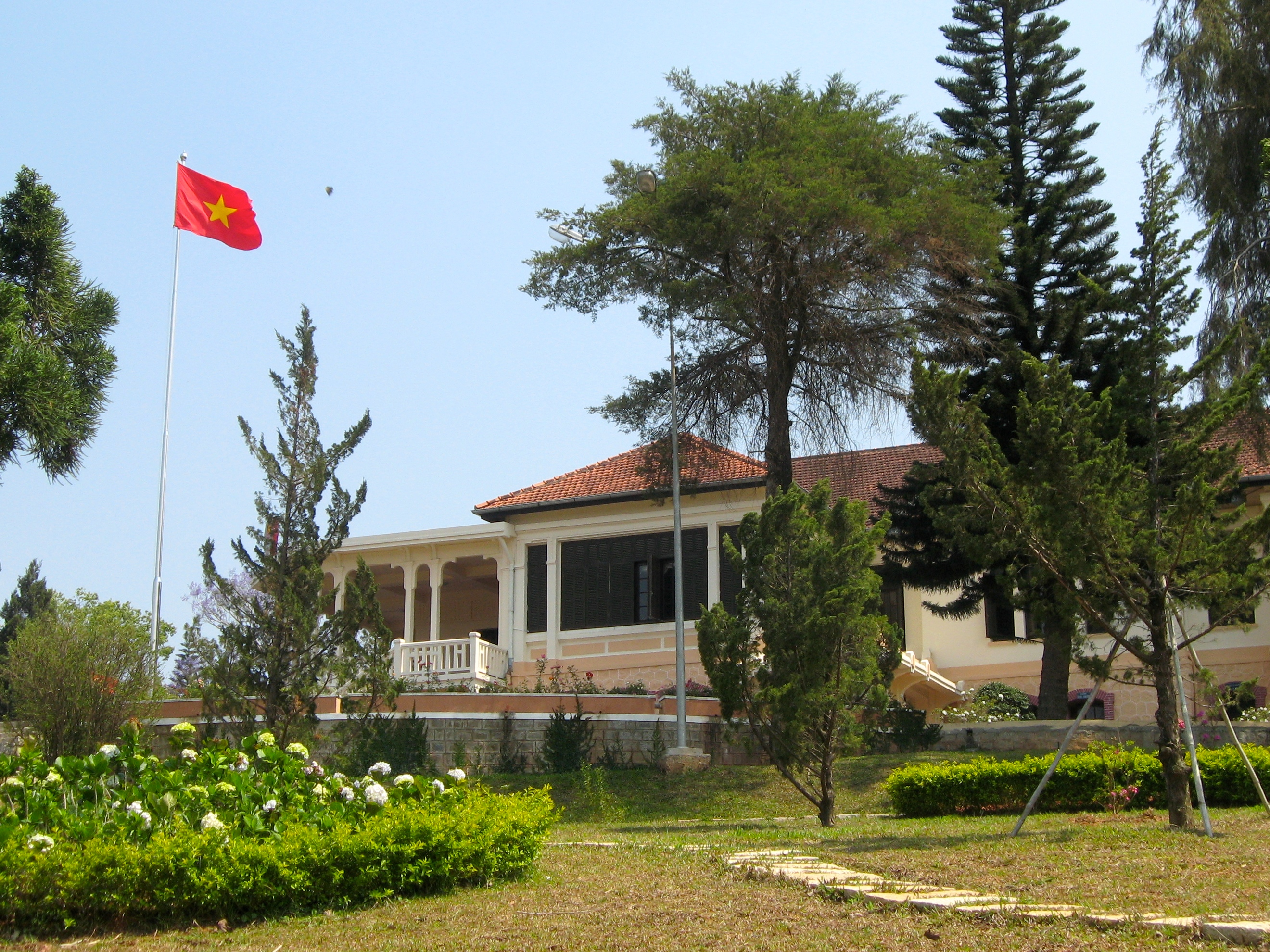
林同省人民委員會

是各省和中央直轄市的地方政府。省人民委員會設委員9人至11人，包括主任委員、副主任委員、書記1人及其他委員。省人民委員會常務委員會由主席、副主席和秘書長組成。省級地方政府首長為人民委員會主席。名義上，該職位由省人民議會以投票方式選舉產生。省人民委員會主席往往兼任省委副書記。河內和胡志明市兩個最大的中央直轄市人民委員會主席將兼任越共中央委員。.
省級地方政府的行政機構包括人民委員會辦公室和廳、處、處，分為：
- 綜合部門：人民委員會辦公室、計劃投資司、內政部
- 內務：司法部、監察院、公安部、人民法院、人民檢察院、軍區。
- 分配塊：財政部、國家銀行、國庫。
- 農林學部：農業與農村發展司、自然資源與環境司、科學技術司
- 工業部門：工貿部、建設部、交通部。
- 文化板塊：教育培訓司、文化體育旅遊司、信息通信司、衛生司、勞工、榮軍和社會事務司

省人民委員會下屬部門和委員會數量為21個，其中硬結構為17個，包括內政部、司法部、計劃和投資部、金融部、工業貿易部和交通部。交通部、農業和農村發展部, 建築, 自然資源與環境, 信息與通訊, 勞工-榮軍與社會事務, 文化, 體育與旅遊, 科技, 教育與培訓, 健康; 省督察；人民委員會辦公室。根據各地特點設置4個系，分別是：旅遊系、外事系、規劃-建築系、少數民族系。

### 各省下轄的縣、省轄市、市社、直轄市下轄郡、市轄市、縣、市社人民委員會
這是省會等二級行政區地方政府。區級人民委員會設委員7至9人，包括主任委員、副主任委員2至3人。區級人民委員會的領導人包括主席和副主席。區級人民委員會主任是人民委員會主席，名義上由所在區人民議會選舉產生。通常，區人委會主任兼任區委副書記。
區級地方政府的協助機構通常包括以下部門和處室：
- 人民委員會辦公室，

- 區督察，

- 財務規劃辦公室，

- 內室，

- 環境資源室，

- 司法部門，

- 教育和培訓部，

- 公共衛生站，

- 勞工部 - 榮軍和社會事務部，

- 經濟和基礎設施部，

- 文化部。

區級的一些國家機構，如稅務局、統計局、區軍事指揮部、區警察局等，不是區級地方政府的機構，而是位於區的中央政府機構。

### 鄉鎮人民委員會

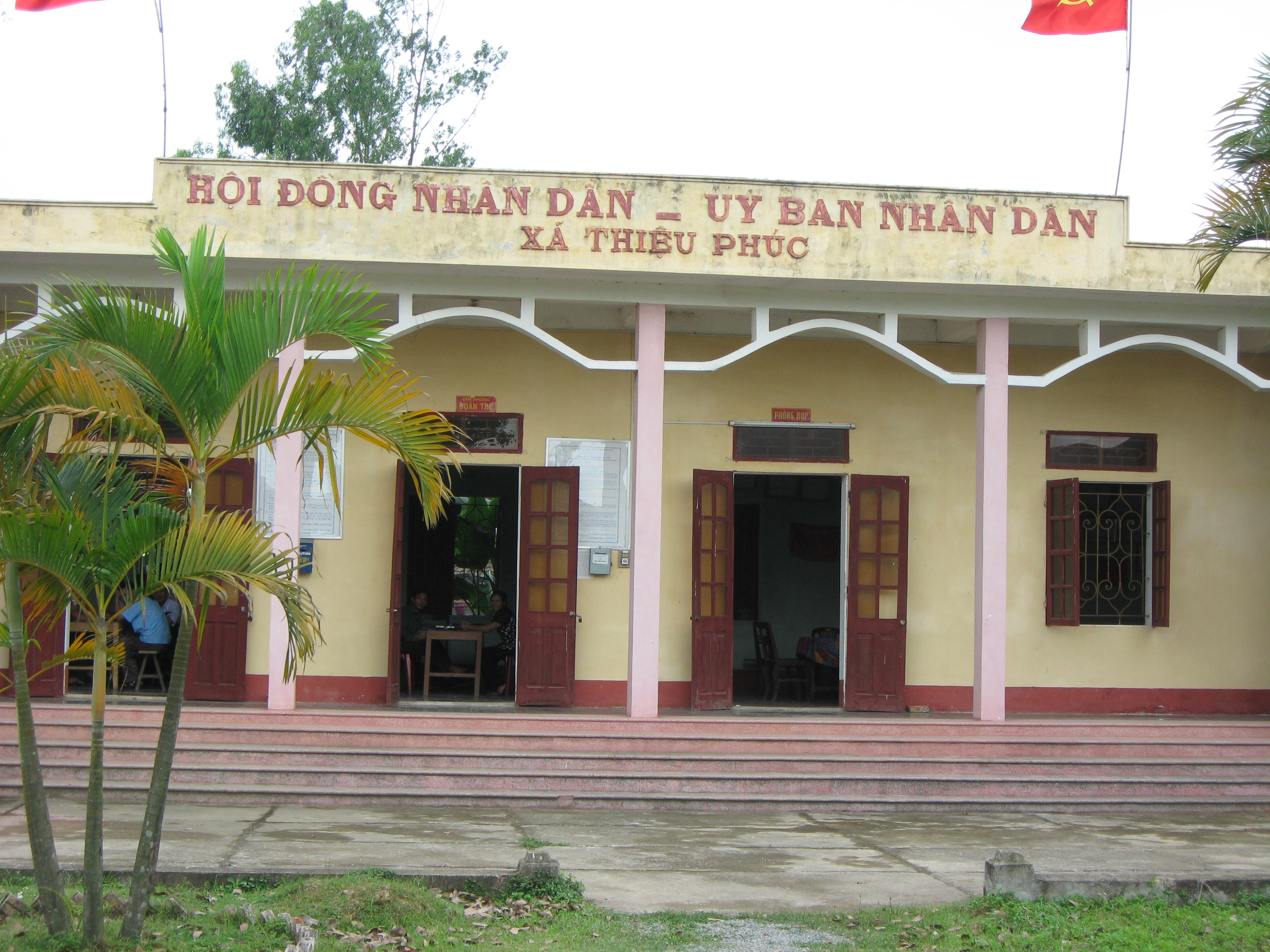
清化省紹化縣紹福鄉人民委員會

這是公社、坊和鄉行政單位的政府。鄉級人民委員會是越南最接近人民的基層地方政府。公社級人民委員會有委員3至5人，包括主任委員、副主任委員2名和委員（通常為軍委司令員和公社警察局長）。公社級人民委員會常務委員會由主任委員、副主任委員組成。公社級人民委員會主任為人民委員會主任。名義上，此人由人民議會任命以無記名投票方式選出的公社、城鎮或選區。通常，公社、鄉或鎮的人民委員會主席兼任該公社、鎮或鄉的黨委副書記。公社、坊或鎮的人民委員會以全職形式運作。
公社級人民委員會的輔助機構包括7個職稱：警察、軍隊、會計、辦公室、司法-民事地位、文化-社會和地籍。各職稱視當地實際情況安排合適的人員數量。